# Прожектор (оповідання)
Прожектор (англ. Searchlight) — коротке науково-фантастичне оповідання Роберта Гайнлайна. Входить в цикл творів «Історія майбутнього». Опубліковане в 1962. Останнє оповідання Гайлайна, після нього він писав тільки довші твори.

## Сюжет
Історія про пошуки маленької сліпої дівчини, чий корабель потрапив в аварію на Місяці. Рятувальники використовують її абсолютний слух для пришвидшення пошуку.